# Gerald Michael Barbarito
Gerald Michael Barbarito (New York, 4 gennaio 1950) è un vescovo cattolico statunitense, dal 1º luglio 2003 vescovo di Palm Beach.

## Biografia
Monsignor Gerald Michael Barbarito è nato a Brooklyn, New York, il 4 gennaio 1950 da Samuel A. Barbarito e Anna Marie (nata LaPorte).

### Formazione e ministero sacerdotale
Ha iniziato gli studi per il sacerdozio al Cathedral Preparatory Seminary di Fort Greene, a Brooklyn, dove si è diplomato nel 1967. Ha continuato gli studi al Cathedral College di Douglaston, nel Queens, dove ha conseguito la laurea nel 1971. Ha compiuto gli studi teologici presso il seminario "Immacolata Concezione" di Huntington, New York. Nel 1975 ha conseguito un Master of Divinity.
Dopo l'ordinazione a diacono ha operato nella chiesa di San Francesco d'Assisi ad Astoria, Queens, per un anno.
Il 31 gennaio 1976 fu ordinato presbitero per la diocesi di Brooklyn nella chiesa di San Francesco d'Assisi ad Astoria da monsignor Francis John Mugavero. In seguito è stato vicario parrocchiale della parrocchia di Sant'Elena a Howard Beach dal 1976 al 1981. Nel 1981 è stato nominato vice-cancelliere vescovile. Dal 1982 al 1984 ha compiuto gli studi per la licenza in diritto canonico all'Università Cattolica d'America a Washington. Nel 1984 ha riassunto la posizione di vice-cancelliere vescovile. Dal 1984 al 1990 è stato anche maestro di cerimonie del vescovo ausiliare Joseph Peter Michael Denning. Nel 1992 monsignor Thomas Vose Daily lo ha nominato suo segretario particolare.
È stato anche membro del collegio dei consultori, del comitato del personale dei presbiteri, del consiglio presbiterale e giudice diocesano. È stato anche consulente della commissione per gli affari canonici della Conferenza dei vescovi cattolici degli Stati Uniti.

### Ministero episcopale
Il 28 giugno 1994 da papa Giovanni Paolo II lo ha nominato vescovo ausiliare di Brooklyn e titolare di Gisipa. Ha ricevuto l'ordinazione episcopale il 22 agosto successivo dal vescovo di Brooklyn Thomas Vose Daily, co-consacranti i vescovi ausiliari Joseph Michael Sullivan e René Arnold Valero.
A monsignor Barbarito sono stati assegnati gli incarichi di vescovo regionale per il vicariato di Brooklyn Est e di vicario per il ministero. Come vicario per il ministero, ha assistito alla formazione permanente di sacerdoti diocesani. Il suo ufficio era situato nella sezione del parco marino di Brooklyn.
Il 26 ottobre 1999 papa Giovanni Paolo II lo ha nominato vescovo di Ogdensburg.
Il 1º luglio 2003 papa Giovanni Paolo II lo ha nominato vescovo di Palm Beach. Ha preso possesso della diocesi il 28 agosto successivo con una messa nella cattedrale di Sant'Ignazio di Loyola.
Nel maggio del 2012 ha compiuto la visita ad limina.
Il 30 gennaio 2015 è stato annunciato che il vescovo Barbarito sarebbe stato sottoposto a intervento chirurgico per un tumore al cervello.
È membro della Catholic Biblical Association e della Canon Law Society of America.

## Genealogia episcopale
La genealogia episcopale è:
- Cardinale Scipione Rebiba
- Cardinale Giulio Antonio Santori
- Cardinale Girolamo Bernerio, O.P.
- Arcivescovo Galeazzo Sanvitale
- Cardinale Ludovico Ludovisi
- Cardinale Luigi Caetani
- Cardinale Ulderico Carpegna
- Cardinale Paluzzo Paluzzi Altieri degli Albertoni
- Papa Benedetto XIII
- Papa Benedetto XIV
- Papa Clemente XIII
- Cardinale Bernardino Giraud
- Cardinale Alessandro Mattei
- Cardinale Pietro Francesco Galleffi
- Cardinale Giacomo Filippo Fransoni
- Cardinale Carlo Sacconi
- Cardinale Edward Henry Howard
- Cardinale Mariano Rampolla del Tindaro
- Cardinale Rafael Merry del Val
- Cardinale Giovanni Vincenzo Bonzano
- Arcivescovo John Gregory Murray
- Vescovo James Louis Connolly
- Cardinale Humberto Sousa Medeiros
- Vescovo Thomas Vose Daily
- Vescovo Gerald Michael Barbarito

## Araldica
| Stemma | Titolare                                       | Descrizione |
|        | Gerald Michael Barbarito Vescovo di Palm Beach | In araldica ecclesiastica, lo stemma vescovile, è composto da uno scudo con le sue cariche (simboli), un rotolo con il motto e gli ornamenti esterni. Lo scudo, che è la caratteristica centrale e più importante di qualsiasi segno araldico, è descritto (blasonato) in termini del XII secolo che sono arcaici rispetto al nostro linguaggio moderno. Questa descrizione è fatta come se fosse fatta dal portatore con lo scudo indossato sul braccio. Pertanto, si deve ricordare, che i termini destro e sinistro sono invertiti quando lo stemma viene visto dal davanti. Secondo una tradizione araldica dei paesi anglosassoni lo stemma del vescovo di una diocesi, chiamato "ordinario", è unito allo stemma della sua giurisdizione posto a destra. In questo caso, si osserva lo stemma della diocesi di Palm Beach. Lo stemma della diocesi di Palm Beach è composto da un campo blu su cui sono raffigurate due piccole barre d'argento ondulate alla base dello scudo. Esse rappresentano le acque dell'Oceano Atlantico che domina la geografia della regione. Al centro dello scudo vi è una barra d'oro sulla quale si vede un ramo di palma al naturale. Questi simboli congiunti sono utilizzati per giocare sul nome della città posizionando un ramo di palma sulle sabbie dorate di una spiaggia, producendo così un simbolo per Palm Beach. Al di sopra vi sono due corone celesti sormontate da stelle per onorare la Beata Vergine Maria nei suoi titoli di "Regina" e di "Stella del Mare". Per il suo stemma personale, monsignor Barbarito, ha conservato il disegno che ha adottato nel momento in cui è stato scelto per ricevere la pienezza del santissimo sacerdozio di Cristo, l'episcopato, quando è stato scelto come vescovo ausiliare per la diocesi di Brooklyn e che ha usato anche durante il suo mandato come vescovo di Ogdensburg. Lo sfondo di questo stemma, noto come campo, è argento. In questo campo vi è una carica unica. Il libro aperto dei Vangeli, con raffigurate l'Alfa e l'Omega d'oro sul dorso, è posto sottosopra come i Vangeli sulla testa di un nuovo vescovo durante il suo rito di ordinazione episcopale. Questo perché è il Vangelo è l'elmo del vescovo e sotto il quale conduce tutto ciò che fa. Questo libro ha sulla copertina la croce asimmetrica dello stemma personale di papa Giovanni Paolo II per onorare il Santo Padre che ha scelto Sua Eccellenza per l'ordine dell'episcopato. La quarta di copertina reca un giglio e una mezzaluna per onorare i vescovi Francis John Mugavero e Thomas Vose Daily che hanno ordinato monsignor Barbarito rispettivamente sacerdote e vescovo. Alla base dello stemma del vescovo vi sono due colline dorate con tre pini prelevati dallo stemma dei Società Salesiana di San Giovanni Bosco perché la vita di San Giovanni Bosco è per monsignor Barbarito l'epitome del sacerdozio parrocchiale. L'albero centrale ha le sue radici enfatizzate per riflettere una variazione sul nome del vescovo che deriva dall'italiano "radici". Sopra gli alberi ci sono due galli neri con le creste rosse. Essi sono tratti dallo stemma di San Tommaso Moro e rappresentano la profonda devozione del vescovo al santo inglese, poiché come avvocato canonista, era nella sua festa che il vescovo iniziò la sua opera negli uffici della cancelleria della diocesi di Brooklyn ed era nella festa di San Tommaso Moro che è stato informato della sua nomina a vescovo. Per il suo motto monsignor Barbarito ha adottato la frase "Veritate facientes in caritate". Questa frase significa "professiamo la verità nell'amore" ed è tratta dalla lettera agli Efesini (Ef. 4,15). Con questa frase, il vescovo esprime che come cristiani siamo tutti chiamati a professare e insegnare la verità, che è Cristo, vivendo nell'amore. Lo stemma è completato con gli ornamenti esterni che sono la croce astile, che è posta dietro allo scudo e che si estende sopra e sotto lo scudo, e un cappello chiamato galero con appese sei nappe in tre file, su entrambi i lati dello scudo, il tutto in verde. Queste sono le insegne araldiche di un prelato del grado di vescovo come stabilito dalla Santa Sede del 31 marzo 1969. |